# 立川健治
立川 健治（たちかわ けんじ、1950年 - ）は、日本の競馬史研究家。専攻は日本近代社会運動・思想史、日本近代競馬史。

## 略歴
- 1950年 - 佐賀県生まれ。幼少期を長崎県、大阪府、東京都、神奈川県で過ごす。
- 1969年 - 旧神奈川県立川崎高等学校卒業
- 1978年 - 京都大学文学部卒業
- 1983年 - 京都大学大学院文学研究科博士課程修了
- 1989年 - 富山大学人文学部助教授
- 1996年 - 富山大学人文学部教授
- 1997年 - コロキアム「競馬学」を開講
- 2000年 - メールマガジン『もきち倶楽部』への連載を開始
- 2004年 - 地方競馬の馬主資格取得
- 2009年 - 富山大学理事補佐
- 2010年 - 2009年度JRA賞馬事文化賞受賞
- 2011年 - 富山大学学長補佐（～2015年）
- 2016年 - 富山大学を退職

## 受賞
- JRA賞馬事文化賞（『競馬の社会史1　文明開化に馬券は舞う－日本競馬の誕生』）、2009年度[1]

## 著書・論文

### 単著
- 『競馬の社会史1　文明開化に馬券は舞う－日本競馬の誕生』 （世織書房、2008年）
- 『競馬の社会史　別巻1　地方競馬の戦後史－始まりは闇・富山を中心に』（世織書房、2012年）

### 共編著
- 『大阪地方社会労働運動史　戦前編（上）』（大阪社会運動協会、1986年）
- 『大阪地方社会労働運動史　戦前編（下）』（大阪社会運動協会、1989年）
- （マーティン・コルカット、マリウス・ジャンセン、熊倉功夫）『図説　世界文化地理大百科 日本』（朝倉書店、1993年）

### 主な論文
- 「片山潜」、『史林』第66巻第2号、1983年。
- 「明治後半期の渡米熱」、『史林』第69巻第3号、1986年。
- 「福沢諭吉の渡米奨励論－福沢の交通、アメリカの原光景を中心として」、『富山大学教養部紀要』第22巻第2号、1990年。
- 「外から見た我々の身体性（1）－かつての裸体と混浴」、『富山大学人文学部紀要』第24号、1996年。